# 日野沢村
日野沢村（ひのざわむら）は埼玉県の西部、秩父郡に属していた村。

## 地理
- 河川：日野沢川

## 歴史
もとは江戸期より存在した幕府領に属する秩父郡の日野沢村であった。古くは矢畑荘に属していたと云われている。
- 元禄年間頃、上日野沢村と下日野沢村に分村[1][2]。
- 1889年（明治22年）4月1日 - 町村制施行により、上日野沢村、下日野沢村が合併し秩父郡日野沢村が成立する[1]。旧村は日野沢村の大字となる。
- 1943年（昭和18年）9月8日 - 戦時町村合併促進法により、皆野町、国神村、金沢村、三沢村、大田村、白鳥村の一部（下田野）と合併し美野町となる[4][5]。日野沢村の役場は美野町の出張所のひとつとなる。
- 1946年（昭和21年）12月1日 - 美野町が分割し、皆野町、国神村、金沢村、日野沢村、三沢村、大田村が成立する。旧白鳥村の一部（下田野）は皆野町に所属[4][5]。
- 1955年（昭和30年）3月1日 - 皆野町、国神村、金沢村と合併し皆野町を新設する[4]。
- 1957年（昭和32年）
  - 3月31日 - 皆野町が三沢村を編入する[4]。
  - 5月3日 - （大田村が高篠村とともに秩父市へ編入する[4]。）